# Miguel Ángel Gamondi
Miguel Ángel Gamondi (Olavarría, Argentina, 1 de diciembre de 1963) es un exjugador y entrenador de fútbol argentino. Actualmente dirige al Singida Black Stars de la Premier League de Tanzania.

## Trayectoria
Nacido en Olavarría, Gamondi jugó al fútbol en el Club Ferrocarril Sud. Después de retirarse como futbolista, colaboró como preparador físico en varios clubes de Argentina, entre ellos San Martín de Tucumán y Racing Club.
En 2000, Gamondi se mudó a África para unirse a Oscar Fulloné como entrenador asistente del Al-Ahly. También se convirtió en su asistente técnico en la selección de Burkina Faso en diciembre de 2001, y luego se convertiría en entrenador asistente en ASEC Mimosas, Wydad Casablanca, Espérance y Étoile du Sahel.
Fue nombrado asistente técnico de Ángel Cappa en el Mamelodi Sundowns sudafricano en 2005.Más tarde, fue confirmado como entrenador del Platinum Stars en diciembre de 2007y lo llevó a los octavos de final de la Copa Confederación de la CAF 2008, su primera incursión en una competición continental.
Después de dirigir al CR Belouizdad y al Ittihad Kalba, Gamondi fue nombrado entrenador del USM Alger en junio de 2012.Luego de cuatro meses en el cargo, fue destituido el 16 de octubre por diferencias con sus dirigentes e insuficientes resultados.
En julio de 2013, inició su segunda etapa en el CR Belouizdad.Fue destituido de su cargo a finales de año por malos resultados.
En 2015, fue llamado al H.U.S.A (Hassania Union Sport Agadir) para hacerse cargo de la dirección deportiva del club, sumando todas las categorías. En abril de 2017 fue nombrado director general del club y encargado del plantel profesional.No obstante, en julio de 2017, fue nombrado como entrenador del primer equipo donde permaneció hasta finales del 2019.
El 14 de enero de 2020, fue anunciado como director deportivo del Wydad AC.Luego del despedido de Juan Carlos Garrido, fue confirmado como entrenador interino hasta el final de la temporada.En marzo de 2021, fue oficializado como entrenador del Ittihad Tanger.El 17 de marzo de 2022, fue despedido de su cargo luego de una serie de malos resultados.
En julio de 2023, Gamondi asumió como entrenador del Young Africans.El 13 de mayo de 2024, obtuvo la Liga tanzana de fútbol con tres jornadas de anticipación después de vencer al Mtibwa Sugar por 3-1.No obstante, el 15 de noviembre, fue relevado de sus funciones después de un mal comienzo en la temporada.
El 31 de enero de 2025, fue oficializado como técnico del Al-Nasr Benghazi. Sin embargo, dos meses más tarde, fue relevado de sus funciones por decisión de la directiva del club.
En julio de 2025, fue confirmado como entrenador del Singida Black Stars en Tanzania.

## Clubes

### Como entrenador
| Club                | País      | Año           |
| ------------------- | --------- | ------------- |
| Mamelodi Sundowns   | Sudáfrica | 2005-2006     |
| Hassania Agadir     | Marruecos | 2007          |
| Platinum Stars      | Sudáfrica | 2007-2009     |
| CR Belouizdad       | Argelia   | 2010-2011     |
| Ittihad Kalba       | EAU       | 2011-2012     |
| USM Alger           | Argelia   | 2012          |
| CR Belouizdad       | Argelia   | 2013-2014     |
| Al Urooba           | EAU       | 2014          |
| Hassania Agadir     | Marruecos | 2017-2019     |
| Wydad AC            | Marruecos | 2020          |
| Ittihad Tanger      | Marruecos | 2021-2022     |
| Young Africans      | Tanzania  | 2023-2024     |
| Al-Nasr Benghazi    | Libia     | 2025          |
| Singida Black Stars | Tanzania  | 2025-presente |

## Palmarés

### Como entrenador

#### Campeonatos nacionales
| Título                    | Club           | País     | Año     |
| ------------------------- | -------------- | -------- | ------- |
| Liga tanzana de fútbol    | Young Africans | Tanzania | 2023-24 |
| Tanzania FA Cup           | Young Africans | Tanzania | 2023-24 |
| Tanzania Community Shield | Young Africans | Tanzania | 2024    |